# Luís de la Penha
Luís de la Penha (1581-Évora, Portugal, 29 de noviembre de 1626) fue un mago y curandero portugués, quemado en la hoguera por brujería por la Inquisición portuguesa.

## Biografía
Era hijo del calderero Gregorio de la Peña, castellano de Valladolid, y su esposa María Mendes, portuguesa. Se casó con Catarina Carvalha en 1607, pero se separó de ella después de una unión breve y sin hijos.
Después de la separación, Luís de la Penha se convirtió en mago, curandero y vidente profesional en Évora: supuestamente vendía servicios mágicos a cambio de una tarifa, practicaba adivinaciones y curaba a los enfermos. Tuvo un gran éxito y obtuvo grandes ganancias al punto de poder dejar su trabajo como artesano y mantenerse exclusivamente como mago. Trataba a sus pacientes con hechizos, talismanes y amuletos mágicos que decía haber recibido del Diablo.

### Juicio
Sus actividades finalmente llamaron la atención de la Inquisición. Varios de sus pacientes fueron llamados para ser interrogados y pudieron testificar que él había curado sus enfermedades y podía demandar sangre, y su lista de clientes incluía cientos de personas, muchas de las cuales eran mujeres. El mismo Luís de la Penha fue arrestado el 7 de diciembre de 1617. Ante la Inquisición hizo una confesión en la que admitió haber hecho un pacto con Satanás en forma de demonio a través de la sangre de su dedo meñique, cuyas cicatrices aún se podían ver; a cambio, recibió habilidades mágicas, incluido el poder de curar a los enfermos y encantar a las mujeres. Confesó que solía convocar a un demonio en forma de una hermosa mujer, a través de la cual manejaba su comunicación con el diablo. Se declaró culpable de usar hechizos y encantamientos en su profesión con la ayuda del mismo Satanás o su demonio auxiliar femenino.
De la Penha dijo arrepentirse de sus pecados y pidió clemencia. De acuerdo con el procedimiento normal de la Inquisición para los delincuentes por primera vez, se le ahorró entonces la pena de muerte, a cambio de prometer someterse a la Iglesia en el futuro y la confiscación de todos sus bienes. El 19 de mayo de 1619, él, como otros pecadores perdonados, tuvo que someterse a una penitencia pública mediante un auto de fe en Évora en presencia del rey y la reina antes de ser encarcelado en la prisión de la Inquisición. En 1621 pidió con éxito su liberación y fue puesto en libertad con la advertencia de que sería ejecutado si repetía sus crímenes. Todo el procedimiento era el típico de la Inquisición.

### Recaída y ejecución
Sin embargo, después de su liberación, Penha reanudó su antigua y lucrativa profesión. La Inquisición recibió informes de que había ayudado a clientes a encontrar tesoros enterrados mediante la venta de encantamientos y rituales para convocar a Satanás y su demonio femenino en busca de ayuda, e incluso escribió sus propios hechizos. Fue arrestado nuevamente por la Inquisición en marzo de 1625 y en su casa se encontraron hechizos y otros objetos mágicos. Su caso fue entonces tratado rápidamente. De acuerdo con las normas de la Inquisición, un reincidente era condenado automáticamente a muerte, y Penha había consumido la misericordia que había recibido en 1619, y violado la libertad condicional concedida en 1621, donde prometió abstenerse de su crimen. Se cumplió así la pena de muerte en su contra por brujería, siendo quemado vivo en la hoguera en Évora el 29 de noviembre de 1626.

## Secuelas
Solo siete personas fueron ejecutadas por brujería en Portugal, de las que solo una, Luís de la Penha, fue ejecutada por brujería por la Inquisición portuguesa, lo que hizo que su caso fuera único.
"El Mago de Évora" o "El Brujo de Évora" fue después durante mucho tiempo una figura popular en el folclore evorense, pero el trasfondo real se volvió difuso con el tiempo y se le llamó incorrectamente "João de la Penha" o "Juan de la Penha".